# Angela Esajas
Angela Naomi Esajas (Amsterdam, 30 september 1978) is een Nederlands voormalig presentatrice, zangeres en actrice.
Na de Amsterdamse Toneelschool en de Nieuwe in Amsterdam deed ze in 2002 een gooi naar roem in de talentenjacht Star Academy, maar dat programma werd voortijdig gestopt. Ze speelde hoofdrollen voor het schooltoneel, was als achtergrondzangeres te horen in de meidengroep ‘VIG’ en in 2004 speelde ze in de musical ‘Home’. Esajas was ook in een aantal televisieseries te zien, waaronder ‘Blauw Blauw’, ‘Baantjer’, ‘Grijpstra en de Gier’ en ‘Keyzer & De Boer Advocaten’.
Zij was de winnares van het TROS-programma Superster, de beloning was een presentatiecontract bij deze omroep. Bij de TROS presenteerde zij onder meer met Martin Gaus een dierenprogramma, was ze medepresentator van TROS-zomeravondcafé en presenteerde ze het programma 'Piramide’'Daarnaast was ze actief bij het onderdeel 'Grote club actie' in het Zapp-programma Z@ppsport en als copresentatrice bij 'Te land, ter zee en in de lucht'. Esajas raakte bij het RTV Oost-programma 'Toppers te Paard' gewond door een val van een paard, ze brak haar been op vier plaatsen.
In 2010 werd haar contract bij de TROS niet verlengd. Daarop besloot Esajas, inmiddels moeder van een kind, om zich tot lerares voor de basisschool te gaan omscholen.

## Programma's
- Blauw Blauw
- Baantjer
- Grijpstra & de Gier
- Keyzer en de Boer advocaten
- Superster
- Star Academy
- Piramide (TROS)
- Tros-Zomeravondcafé (TROS)
- Asiel 5-daagse (TROS)
- Z@ppsport
- Te land, ter zee en in de lucht (TROS)
- Studio Angela (Sterren.nl)

## Musicals
- Home